# Destinos TV
Destinostv fue un canal de televisión por cable costarricense especializado en turismo. Fue lanzado el 11 de agosto de 2009. El eslogan del canal es Su mejor guía de viajes por televisión.
Originalmente Destinostv fue fundada en enero de 2000 como una agencia de viajes con sede en la ciudad costarricense de Escazú. En 2004 se comenzó a considerar la posibilidad de crear un canal internacional, idea que se haría realidad 5 años después.
Su contenido fue grabado y producido en Alta Definición y su señal se encontraba alojada en el satélite NSS 806. La señal del canal es lanzada desde Miami (Florida, Estados Unidos) y alcanza 25 millones de hogares en todo el continente americano.
Transmitiendo las 24 horas, tuvo una programación dedicada al turismo, la cual es 100% original y apta para todas las edades.
El 14 de mayo del 2019, debido a serios problemas financieros, Destinos TV se declaró en bancarrota e indicó el cierre total de sus operaciones.